# Franco Godi
Franco Godi (* 10. Juni 1940 in Mailand) ist ein italienischer Filmkomponist sowie Musiker, Dirigent und Musikproduzent.

## Leben
Franco Godi wurde in den 1960er und 1970er Jahren in Italien als Komponist für Werbemusik bekannt, was ihm den Spitznamen „Mr. Jingle“ einbrachte. Nach einigen Jahren wurde er als Komponist für Zeichentrick und Fernsehfilme bekannt, darunter für die Zeichentrickserien La Linea und Herr Rossi.

## Filmografie
- 1967: Una vita in scatola
- 1968: VIP – Mein Bruder, der Supermann (Vip – Mio fratello superuomo)
- 1972: La Linea (Kurzfilmserie)
- 1972: La cabina (Kurzfilm)
- 1974: Paolo il freddo
- 1975: L'esorciccio
- 1975: Self Service (Kurzfilm)
- 1976: Allegro non troppo
- 1976: Herr Rossi sucht das Glück (Il Signor Rossi cerca la felicità)
- 1977: Herr Rossi träumt (I sogni del Signor Rossi)
- 1978: Die Ferien des Herrn Rossi (Le vacanze del signor Rossi)
- 1978: Addio ultimo uomo
- 1978–1981: SuperGulp! (Zeichentrickserie, 7 Folgen)
- 1982: Africa dolce e selvaggia
- 1984: Moa Moa (Kurzfilm)
- 1988: Don Tonino (Kurzfilm)
- 1989: Ladri di saponette
- 1992: Tiramolla Adventures
- 1995: Casa dolce casa